# Post-Telekom-Sportverein 1925 Aachen 2019-2020 (pallavolo femminile)
Questa voce raccoglie le informazioni riguardanti il Post-Telekom-Sportverein 1925 Aachen nelle competizioni ufficiali della stagione 2019-2020.

## Organigramma societario
Area direttiva
- Presidente: Dieter Ostlender (fino a gennaio), Sebastian Albert (da gennaio)[3]

Area tecnica
- Allenatore: Saskia van Hintum
- Allenatore in seconda: Bart Janssen
- Scout man: Johannes Esser, Christian Mohr

Area sanitaria
- Medico: Michael Neuß
- Fisioterapista: Stefan Braunsdorf, Andreas Oedekoven

## Rosa
| N° | Nome               | Ruolo | Data di nascita  | Nazionalità sportiva |
| -- | ------------------ | ----- | ---------------- | -------------------- |
| 1  | Vanessa Agbortabi  | S     | 4 dicembre 1998  | Germania             |
| 2  | Aziliz Divoux      | P     | 3 gennaio 1995   | Belgio               |
| 3  | Emily Thater       | C     | 1º febbraio 1995 | Stati Uniti          |
| 4  | Lynn Blenckers     | C     | 9 settembre 1994 | Paesi Bassi          |
| 5  | Tessa Polder       | C     | 10 ottobre 1997  | Paesi Bassi          |
| 6  | Marrit Jasper      | S     | 28 febbraio 1996 | Paesi Bassi          |
| 9  | Emilie Olimstad    | S     | 12 dicembre 2000 | Norvegia             |
| 10 | Polina Malik       | O     | 18 novembre 1998 | Israele              |
| 11 | Maja Storck        | O     | 8 ottobre 1998   | Svizzera             |
| 12 | Mareike Hindriksen | P     | 14 novembre 1987 | Germania             |
| 16 | Manon Bernard      | L     | 23 gennaio 1995  | Francia              |

## Risultati

### 1. Bundesliga

#### Girone di andata
| 1ª giornata - 3 ottobre 2019 ARENA Schwerin, Schwerin                    | Schweriner    | 2 - 3 | PTSV Aachen    | 25-27, 21-25, 25-20, 25-17, 17-19 |
| 2ª giornata - 12 ottobre 2019 Sporthalle Neuköllner Straße, Aquisgrana   | PTSV Aachen   | 3 - 0 | Münster        | 25-22, 25-23, 25-22               |
| 3ª giornata - 23 ottobre 2019 Margon Arena, Dresda                       | Dresdner      | 2 - 3 | PTSV Aachen    | 25-16, 22-25, 25-22, 23-25, 12-15 |
| 4ª giornata - 26 ottobre 2019 Sporthalle Neuköllner Straße, Aquisgrana   | PTSV Aachen   | 3 - 0 | FTSV Straubing | 25-17, 25-19, 25-22               |
| 5ª giornata - 10 novembre 2019 Halle am Platz, Wiesbaden                 | Wiesbaden     | 0 - 3 | PTSV Aachen    | 17-25, 21-25, 21-25               |
| 6ª giornata - 13 novembre 2019 Sporthalle Neuköllner Straße, Aquisgrana  | PTSV Aachen   | 1 - 3 | Potsdam        | 17-25, 23-25, 26-24, 31-33        |
| 7ª giornata - 16 novembre 2019 SCHARRena, Stoccarda                      | MTV Stoccarda | 2 - 3 | PTSV Aachen    | 18-25, 16-25, 25-17, 25-18, 23-25 |
| 9ª giornata - 7 dicembre 2019 Sporthalle Neuköllner Straße, Aquisgrana   | PTSV Aachen   | 3 - 0 | Suhl           | 25-16, 25-20, 25-22               |
| 10ª giornata - 14 dicembre 2019 Riethsporthalle, Erfurt                  | Erfurt        | 3 - 2 | PTSV Aachen    | 25-23, 14-25, 25-18, 15-25, 15-13 |
| 11ª giornata - 21 dicembre 2019 Sporthalle Neuköllner Straße, Aquisgrana | PTSV Aachen   | 1 - 3 | Vilsbiburg     | 21-25, 25-17, 19-25, 26-28        |

#### Girone di ritorno
| 12ª giornata - 15 gennaio 2020 Sporthalle Neuköllner Straße, Aquisgrana  | PTSV Aachen    | 0 - 3 | Schweriner    | 22-25, 19-25, 17-25               |
| 13ª giornata - 19 gennaio 2020 Sporthalle Berg Fidel, Münster            | Münster        | 3 - 2 | PTSV Aachen   | 15-25, 21-25, 25-20, 25-20, 16-14 |
| 14ª giornata - 25 gennaio 2020 Sporthalle Neuköllner Straße, Aquisgrana  | PTSV Aachen    | 2 - 3 | Dresdner      | 25-22, 26-28, 23-25, 25-23, 8-15  |
| 15ª giornata - 29 gennaio 2020 Turmair Volleyballarena, Straubing        | FTSV Straubing | 3 - 2 | PTSV Aachen   | 25-19, 25-19, 22-25, 22-25, 15-9  |
| 16ª giornata - 1º febbraio 2020 Sporthalle Neuköllner Straße, Aquisgrana | PTSV Aachen    | 3 - 0 | Wiesbaden     | 25-23, 25-19, 25-22               |
| 17ª giornata - 9 febbraio 2020 MBS Arena Potsdam, Potsdam                | Potsdam        | 3 - 1 | PTSV Aachen   | 25-22, 22-25, 25-20, 25-21        |
| 18ª giornata - 22 febbraio 2020 Sporthalle Neuköllner Straße, Aquisgrana | PTSV Aachen    | 0 - 3 | MTV Stoccarda | 19-25, 24-26, 23-25               |
| 20ª giornata - 29 febbraio 2020 Sporthalle Wolfsgrube, Suhl              | Suhl           | 3 - 1 | PTSV Aachen   | 14-25, 25-21, 25-23, 25-14        |
| 21ª giornata - 7 marzo 2020 Sporthalle Neuköllner Straße, Aquisgrana     | PTSV Aachen    | 3 - 1 | Erfurt        | 25-20, 23-25, 25-19, 25-16        |
| 22ª giornata - 14 marzo 2020 Ballsporthalle, Vilsbiburg                  | Vilsbiburg     | -     | PTSV Aachen   | annullata                         |

### Coppa di Germania

#### Fase a eliminazione diretta
| Ottavi di finale - 2 novembre 2019 Diesterweg-Sporthalle, Stralsund | Stralsund | 1 - 3 | PTSV Aachen | 25-19, 12-25, 12-25, 18-25 |
| Quarti di finale - 23 novembre 2019 Margon Arena, Dresda            | Dresdner  | 3 - 0 | PTSV Aachen | 26-24, 25-20, 25-15        |

### Challenge Cup

#### Fase a eliminazione diretta
| Sedicesimi di finale (andata) - 3 dicembre 2019 Kungsgardshallen, Ängelholm                | Engelholms          | 0 - 3 | PTSV Aachen         | 15-25, 20-25, 15-25        |
| Sedicesimi di finale (ritorno) - 18 dicembre 2019 Sporthalle Neuköllner Straße, Aquisgrana | PTSV Aachen         | 3 - 0 | Engelholms          | 25-17, 25-15, 25-17        |
| Ottavi di finale (andata) - 22 gennaio 2020 Sporthalle Neuköllner Straße, Aquisgrana       | PTSV Aachen         | 3 - 1 | Sm'Aesch Pfeffingen | 23-25, 25-18, 25-23, 25-21 |
| Ottavi di finale (ritorno) - 5 febbraio 2020 MZH Löhrenacker, Aesch                        | Sm'Aesch Pfeffingen | 1 - 3 | PTSV Aachen         | 27-25, 22-25, 22-25, 21-25 |
| Quarti di finale (andata) - 19 febbraio 2020 Sporthalle Neuköllner Straße, Aquisgrana      | PTSV Aachen         | 0 - 3 | Béziers             | 20-25, 21-25, 18-25        |
| Quarti di finale (ritorno) - 4 marzo 2020 Halle du Four a Chaux, Béziers                   | Béziers             | 3 - 0 | PTSV Aachen         | 25-15, 25-22, 25-18        |

## Statistiche

### Statistiche di squadra
| Competizione      | Punti | In casa | In casa | In casa | In trasferta | In trasferta | In trasferta | Totale | Totale | Totale |
| Competizione      | Punti | G       | V       | P       | G            | V            | P            | G      | V      | P      |
| ----------------- | ----- | ------- | ------- | ------- | ------------ | ------------ | ------------ | ------ | ------ | ------ |
| 1. Bundesliga     | 28    | 10      | 5       | 5       | 9            | 4            | 5            | 19     | 9      | 10     |
| Coppa di Germania | -     | 0       | 0       | 0       | 2            | 1            | 1            | 2      | 1      | 1      |
| Challenge Cup     | -     | 3       | 2       | 1       | 3            | 2            | 1            | 6      | 4      | 2      |
| Totale            | -     | 13      | 7       | 6       | 14           | 7            | 7            | 27     | 14     | 13     |

G = partite giocate; V = partite vinte; P = partite perse